# All-MLB Team
Das All-MLB-Team ist eine jährliche Ehrung der Major League Baseball (MLB), mit der die besten Spieler beider Ligen auf jeder Position der Saison ausgezeichnet werden. Die Auswahl für das erste und zweite Team wird durch eine Fanabstimmung und ein Gremium aus Medienvertretern, ehemaligen Spielern und Baseball-Funktionären bestimmt. Die Auszeichnung wurde 2019 eingeführt.
Der Spieler mit den meisten All-MLB-Auswahlen in seiner Karriere ist Shohei Ohtani, der in drei Saisons sowohl als Starting Pitcher als auch als Designated Hitter benannt wurde, also insgesamt sechs Mal ausgewählt wurde. Er ist der einzige Spieler, der in derselben Saison auf zwei verschiedenen Positionen in das All-MLB-Team berufen wurde. Der Spieler, der in den meisten Saisons in das All-MLB-Team berufen wurde, ist Freddie Freeman, der in jeder der ersten fünf Saisons seit Bestehen der Auszeichnung ausgewählt wurde.

## Auswahl
| Spieler(X)                    | Gibt an, wie oft der Spieler bereits ausgewählt wurde                                                         |
| Spieler (fettgedruckter Text) | Gibt den Spieler an, der im selben Jahr den American/National League Most Valuable Player Award gewonnen hat. |

| Saison | Position | First Team            | First Team                               | Second Team         | Second Team                              |
| Saison | Position | Spieler               | Team                                     | Spieler             | Team                                     |
| ------ | -------- | --------------------- | ---------------------------------------- | ------------------- | ---------------------------------------- |
| 2019   | C        | J. T. Realmuto        | Philadelphia Phillies                    | Yasmani Grandal     | Milwaukee Brewers                        |
| 2019   | 1B       | Pete Alonso           | New York Mets                            | Freddie Freeman     | Atlanta Braves                           |
| 2019   | 2B       | DJ LeMahieu           | New York Yankees                         | José Altuve         | Houston Astros                           |
| 2019   | 3B       | Anthony Rendon        | Washington Nationals                     | Alex Bregman        | Houston Astros                           |
| 2019   | SS       | Xander Bogaerts       | Boston Red Sox                           | Marcus Semien       | Oakland Athletics                        |
| 2019   | OF       | Cody Bellinger        | Los Angeles Dodgers                      | Ronald Acuña Jr.    | Atlanta Braves                           |
| 2019   | OF       | Mike Trout            | Los Angeles Angels                       | Mookie Betts        | Boston Red Sox                           |
| 2019   | OF       | Christian Yelich      | Milwaukee Brewers                        | Juan Soto           | Washington Nationals                     |
| 2019   | DH       | Nelson Cruz           | Minnesota Twins                          | Yordan Álvarez      | Houston Astros                           |
| 2019   | SP       | Gerrit Cole           | Houston Astros                           | Jack Flaherty       | St. Louis Cardinals                      |
| 2019   | SP       | Jacob deGrom          | New York Mets                            | Zack Greinke        | Arizona Diamondbacks Houston Astros      |
| 2019   | SP       | Max Scherzer          | Washington Nationals                     | Charlie Morton      | Tampa Bay Rays                           |
| 2019   | SP       | Stephen Strasburg     | Washington Nationals                     | Hyun-jin Ryu        | Los Angeles Dodgers                      |
| 2019   | SP       | Justin Verlander      | Houston Astros                           | Mike Soroka         | Atlanta Braves                           |
| 2019   | RP       | Josh Hader            | Milwaukee Brewers                        | Aroldis Chapman     | New York Yankees                         |
| 2019   | RP       | Kirby Yates           | San Diego Padres                         | Liam Hendriks       | Oakland Athletics                        |
| 2020   | C        | Salvador Pérez        | Kansas City Royals                       | J. T. Realmuto(2)   | Philadelphia Phillies                    |
| 2020   | 1B       | Freddie Freeman(2)    | Atlanta Braves                           | José Abreu          | Chicago White Sox                        |
| 2020   | 2B       | DJ LeMahieu(2)        | New York Yankees                         | Brandon Lowe        | Tampa Bay Rays                           |
| 2020   | 3B       | Manny Machado         | San Diego Padres                         | José Ramírez        | Cleveland Indians                        |
| 2020   | SS       | Fernando Tatís Jr.    | San Diego Padres                         | Corey Seager        | Los Angeles Dodgers                      |
| 2020   | OF       | Mookie Betts(2)       | Los Angeles Dodgers                      | Ronald Acuña Jr.(2) | Atlanta Braves                           |
| 2020   | OF       | Juan Soto(2)          | Washington Nationals                     | Michael Conforto    | New York Mets                            |
| 2020   | OF       | Mike Trout(2)         | Los Angeles Angels                       | Mike Yastrzemski    | San Francisco Giants                     |
| 2020   | DH       | Marcell Ozuna         | Atlanta Braves                           | Nelson Cruz(2)      | Minnesota Twins                          |
| 2020   | SP       | Trevor Bauer          | Cincinnati Reds                          | Gerrit Cole(2)      | New York Yankees                         |
| 2020   | SP       | Shane Bieber          | Cleveland Indians                        | Clayton Kershaw     | Los Angeles Dodgers                      |
| 2020   | SP       | Yu Darvish            | Chicago Cubs                             | Dinelson Lamet      | San Diego Padres                         |
| 2020   | SP       | Jacob deGrom(2)       | New York Mets                            | Kenta Maeda         | Minnesota Twins                          |
| 2020   | SP       | Max Fried             | Atlanta Braves                           | Hyun-jin Ryu(2)     | Toronto Blue Jays                        |
| 2020   | RP       | Nick Anderson         | Tampa Bay Rays                           | Brad Hand           | Cleveland Indians                        |
| 2020   | RP       | Liam Hendriks(2)      | Oakland Athletics                        | Devin Williams      | Milwaukee Brewers                        |
| 2021   | C        | Salvador Pérez(2)     | Kansas City Royals                       | Buster Posey        | San Francisco Giants                     |
| 2021   | 1B       | Vladimir Guerrero Jr. | Toronto Blue Jays                        | Freddie Freeman(3)  | Atlanta Braves                           |
| 2021   | 2B       | Marcus Semien(2)      | Toronto Blue Jays                        | Ozzie Albies        | Atlanta Braves                           |
| 2021   | 3B       | Austin Riley          | Atlanta Braves                           | Rafael Devers       | Boston Red Sox                           |
| 2021   | SS       | Fernando Tatís Jr.(2) | San Diego Padres                         | Trea Turner         | Washington Nationals Los Angeles Dodgers |
| 2021   | OF       | Bryce Harper          | Philadelphia Phillies                    | Nick Castellanos    | Cincinnati Reds                          |
| 2021   | OF       | Aaron Judge           | New York Yankees                         | Teoscar Hernández   | Toronto Blue Jays                        |
| 2021   | OF       | Juan Soto(3)          | Washington Nationals                     | Kyle Tucker         | Houston Astros                           |
| 2021   | DH       | Shohei Ohtani         | Los Angeles Angels                       | Yordan Álvarez(2)   | Houston Astros                           |
| 2021   | SP       | Walker Buehler        | Los Angeles Dodgers                      | Max Fried(2)        | Atlanta Braves                           |
| 2021   | SP       | Corbin Burnes         | Milwaukee Brewers                        | Kevin Gausman       | San Francisco Giants                     |
| 2021   | SP       | Gerrit Cole(3)        | New York Yankees                         | Shohei Ohtani(2)    | Los Angeles Angels                       |
| 2021   | SP       | Robbie Ray            | Toronto Blue Jays                        | Julio Urías         | Los Angeles Dodgers                      |
| 2021   | SP       | Max Scherzer(2)       | Washington Nationals Los Angeles Dodgers | Zack Wheeler        | Philadelphia Phillies                    |
| 2021   | RP       | Josh Hader(2)         | Milwaukee Brewers                        | Raisel Iglesias     | Los Angeles Angels                       |
| 2021   | RP       | Liam Hendriks(3)      | Chicago White Sox                        | Kenley Jansen       | Los Angeles Dodgers                      |
| 2022   | C        | J. T. Realmuto(3)     | Philadelphia Phillies                    | Will Smith          | Los Angeles Dodgers                      |
| 2022   | 1B       | Paul Goldschmidt      | St. Louis Cardinals                      | Freddie Freeman(4)  | Los Angeles Dodgers                      |
| 2022   | 2B       | José Altuve(2)        | Houston Astros                           | Andrés Giménez      | Cleveland Guardians                      |
| 2022   | 3B       | Manny Machado(2)      | San Diego Padres                         | Nolan Arenado       | St. Louis Cardinals                      |
| 2022   | SS       | Trea Turner(2)        | Los Angeles Dodgers                      | Francisco Lindor    | New York Mets                            |
| 2022   | OF       | Mookie Betts(3)       | Los Angeles Dodgers                      | Julio Rodríguez     | Seattle Mariners                         |
| 2022   | OF       | Aaron Judge(2)        | New York Yankees                         | Kyle Schwarber      | Philadelphia Phillies                    |
| 2022   | OF       | Mike Trout(3)         | Los Angeles Angels                       | Kyle Tucker(2)      | Houston Astros                           |
| 2022   | DH       | Yordan Álvarez(3)     | Houston Astros                           | Shohei Ohtani(4)    | Los Angeles Angels                       |
| 2022   | SP       | Sandy Alcántara       | Miami Marlins                            | Dylan Cease         | Chicago White Sox                        |
| 2022   | SP       | Alek Manoah           | Toronto Blue Jays                        | Max Fried(3)        | Atlanta Braves                           |
| 2022   | SP       | Shohei Ohtani(3)      | Los Angeles Angels                       | Aaron Nola          | Philadelphia Phillies                    |
| 2022   | SP       | Framber Valdez        | Houston Astros                           | Max Scherzer(3)     | New York Mets                            |
| 2022   | SP       | Justin Verlander(2)   | Houston Astros                           | Julio Urías(2)      | Los Angeles Dodgers                      |
| 2022   | RP       | Emmanuel Clase        | Cleveland Guardians                      | Ryan Helsley        | St. Louis Cardinals                      |
| 2022   | RP       | Edwin Díaz            | New York Mets                            | Ryan Pressly        | Houston Astros                           |
| 2023   | C        | Adley Rutschman       | Baltimore Orioles                        | Jonah Helm          | Texas Rangers                            |
| 2023   | 1B       | Freddie Freeman(5)    | Los Angeles Dodgers                      | Matt Olson          | Atlanta Braves                           |
| 2023   | 2B       | Marcus Semien(3)      | Texas Rangers                            | Ozzie Albies(2)     | Atlanta Braves                           |
| 2023   | 3B       | Austin Riley(2)       | Atlanta Braves                           | José Ramírez(2)     | Cleveland Guardians                      |
| 2023   | SS       | Cory Seager(2)        | Texas Rangers                            | Francisco Lindor(2) | New York Mets                            |
| 2023   | OF       | Ronald Acuña Jr.(3)   | Atlanta Braves                           | Adolis García       | Texas Rangers                            |
| 2023   | OF       | Mookie Betts(4)       | Los Angeles Dodgers                      | Aaron Judge(3)      | New York Yankees                         |
| 2023   | OF       | Corbin Carroll        | Arizona Diamondbacks                     | Kyle Tucker(2)      | Houston Astros                           |
| 2023   | DH       | Shohei Ohtani(5)      | Los Angeles Angels                       | Yordan Álvarez(4)   | Houston Astros                           |
| 2023   | SP       | Gerrit Cole(4)        | New York Yankees                         | Kyle Bradish        | Baltimore Orioles                        |
| 2023   | SP       | Zac Gallen            | Arizona Diamondbacks                     | Nathan Eovaldi      | Texas Rangers                            |
| 2023   | SP       | Shohei Ohtani(6)      | Los Angeles Angels                       | Kevin Gausman(2)    | Toronto Blue Jays                        |
| 2023   | SP       | Blake Snell           | San Diego Padres                         | Sonny Gray          | Minnesota Twins                          |
| 2023   | SP       | Spencer Strider       | Atlanta Braves                           | Jordan Montgomery   | St. Louis Cardinals Texas Rangers        |
| 2023   | RP       | Josh Hader(3)         | San Diego Padres                         | Devin Williams(2)   | Milwaukee Brewers                        |
| 2023   | RP       | Félix Bautista        | Baltimore Orioles                        | Emmanuel Clase(2)   | Cleveland Guardians                      |